# Colorful Dreams
『Colorful Dreams』は台湾のイラストレーター・漫画家のVOFANによるフルカラーの掌編漫画シリーズ。2004年7月に台湾の雑誌『月刊挑戦者』で連載が始まり、雑誌の休刊までに計37編が掲載された。ストーリーは多くの場合少女が主人公で、題材は日常生活から取ることが多いが、往々にして不可思議な風景を呈する。詩と漫画を結合させたその手法は独特なものである。
2006年2月には台湾で最初の単行本が刊行された。台湾での既刊は2巻。日本では未刊行である。台湾では第3巻の刊行が予定されている。

## 単行本
- Colorful Dreams - 全彩街角浪漫譚（2006年2月14日、ISBN 957-29560-3-5、全力出版） - 『月刊挑戦者』2004年7月号-2005年7月号掲載作品
  - 午後三點的魔法（2004年7月号）
  - 九份的咖啡店（2004年8月号）
  - 我和我的守護神（2004年9月号）
  - 廢墟流浪（2004年10月号）
  - 城市的盡頭（2004年11月号）
  - Xmas Eve（2004年12月号）
  - 避雨記（2005年1月号）
  - 天花板的彈珠聲（2005年2月号）
  - 怪談公車（2005年3月号）
  - 躲貓貓（2005年4月号） - 雑誌掲載時の題名は「抓迷藏」
  - 廟前的露天電影院（2005年5月号）
  - 個人風（2005年6月号）
  - 夏初飄雪的防火巷（2005年7月号）

- Colorful Dreams - 全彩街角浪漫譚 2（2007年2月14日、ISBN 978-986-83082-1-3、全力出版） - 月刊挑戦者2005年8月号-2006年8月号掲載作品、および日本の講談社の文芸雑誌『ファウスト』Vol.6 SIDE-A,Bに掲載されたフルカラー短編2編
  - 捷運淡水線的仲夏夜（2005年8月号）
  - 你是否記得（2005年9月号）
  - 知秋（2005年10月号）
  - 在無名溪流投釣的邂逅（2005年11月号）
  - 蟲生之處（2005年12月号）
  - 過馬路！（2006年1月号）
  - 情人節的禮物（2006年3月号）
  - 城市的頂端（2006年4月号）
  - 海景的價值（2006年5月号）
  - 風城的第一個夏天（2006年6月号）
  - 旋轉木馬的回憶（2006年7月号）
  - 台北人（2006年8月号）
  - 日光舞踏會（ファウストVol.6 SIDE-A、2005年11月）
  - 陰影舞踏曲（ファウストVol.6 SIDE-B、2005年12月）

- Colorful Dreams - 全彩街角浪漫譚 3 （2009年11月18日、ISBN 978-986-85593-0-1、全力出版） - 月刊挑戦者2006年10月号-2008年1月号掲載作品。
  - 台灣的世界級（2006年10月号）
  - 地標（2006年11月号）
  - 不枯萎的玉蘭花（2006年12月号）
  - 不變的事（2007年3月号）
  - 生錯時代的檜木捅（2007年4月号）
  - 插畫家的一天（2007年5月号）
  - 雨天的尾巴（2007年6月号）
  - 向日葵和寧靜海（2007年7月号）
  - 午夜12點，那個樓梯角的鏡子裡（2007年10月号）
  - 旅行的意義（2007年11月号）
  - 咚！（2007年12月号）
  - 寂寞秋千（2008年1月号）
  - 特別附錄[一]上好的企鵝飛彈!
  - 特別附錄[二]1/60.∞ 六十分之一秒、無限遠
  - 特別附錄[三] VOFAN╳林依俐╳太田克史〈你所不知道的浪漫談〉